# 1980 год в науке
В 1980 году были различные научные и технологические события, некоторые из которых представлены ниже.

## События
- 11 июня — создан Нижнесвирский заповедник в Ленинградской области.
- 18 июля — запуск первого индийского спутника с космодрома Шрихарикота.
- 23 июля — запуск космического корабля Союз-37, в составе его экипажа в космос отправился первый космонавт из Азии, вьетнамец Фам Туан.

## Достижения человечества

### Открытия
- 1 марта — французскими астрономами Пьером Лаке и Жаном Лекашо открыт спутник Сатурна Елена.
- 13 марта — группой учёных Паскью, Зейлдеманном, Баумом и Карри был открыт спутник Сатурна Калипсо.
- 8 апреля — учёными Смитом, Рейтзема, Ларсоном и Фонтейном был открыт спутник Сатурна Телесто.
- Сентябрь — Стюартом Коллинзом с помощью фотосъёмок, сделанных космическим аппаратом Вояджер 1, были открыты спутники Сатурна Пандора и Прометей.
- Октябрь — Ричардом Террилом с помощью фотосъёмок, сделанных космическим аппаратом Вояджер 1, был открыт спутник Сатурна Атлас.

### Новые виды животных
- Животные, описанные в 1980 году

## Награды
- Нобелевская премия
  - Физика — Джеймс Уотсон Кронин и Вал Логсдон Фитч — «За открытие нарушений фундаментальных принципов в распаде нейтральных K-мезонов».
  - Химия — Пол Берг, Уолтер Гилберт, Фредерик Сенгер — за фундаментальные исследования биохимических свойств нуклеиновых кислот, в особенности рекомбинантных ДНК.
  - Медицина и физиология — Барух Бенасерраф, Жан Доссе, Джордж Снелл — за открытия, касающиеся генетически определённых структур на клеточной поверхности, регулирующих иммунные реакции.
- Медаль Копли — Бартон, Дерек Харолд Ричард
- Премия Вольфа
  - Лауреаты премии Вольфа (математика) — Анри Картан, Колмогоров А. Н.
  - Лауреаты премии Вольфа (физика) — Майкл Фишер, Лео Каданов, Кеннет Вильсон
  - Лауреаты премии Вольфа (химия) —
  - Лауреаты премии Вольфа (медицина) — 
  - Лауреаты премии Вольфа (сельское хозяйство) —
- Wollaston Medal (геология) —
- Премия Тьюринга (информатика)
  - Ч. Энтони Р. Хоар — «За его фундаментальный вклад в определение и разработку языков программирования».
- Sylvester Medal (математика) —
- Премия Бальцана
  - Математика: Энрико Бомбиери (Италия)
  - Архитектура и градостроительство: Хасан Фатхи (Египет)
  - Филология, лингвистика и литературная критика: Хорхе Луис Борхес (Аргентина)
- Большая золотая медаль имени М. В. Ломоносова
  - Ярослав Кожешник (академик Чехословацкой академии наук) — за выдающиеся достижения в области прикладной математики и механики.
  - Борис Евгеньевич Патон — за выдающиеся достижения в области металлургии и технологии металлов.
- Другие награды АН СССР
  - Премия имени Г. В. Плеханова — Теодор Ильич Ойзерман — советский философ, член-корр АН СССР — за работу «Главные философские направления»[1].

## Скончались
- 15 апреля — Жан-Поль Сартр французский философ, писатель
- 18 апреля — Василий Гаврилович Грабин, знаменитый советский конструктор ствольной артиллерии и бронетехники
- 15 октября — Михаил Лаврентьев, советский математик